# Rhimphoctona nigrifemur
Rhimphoctona nigrifemur là một loài tò vò trong họ Ichneumonidae.